# Diecezja Bafatá
Diecezja Bafatá (łac. Dioecesis Bafatanus, port. Diocese de Bafatá) – rzymskokatolicka diecezja ze stolicą w Bafatá, w Gwinei Bissau.
Diecezja nie wchodzi w skład żadnej metropolii. Podlega ona bezpośrednio Stolicy Apostolskiej.

## Historia
- 13 marca 2001 powołanie rzymskokatolickiej Diecezji Bafatá.

## Główne świątynie
- Katedra: Katedra Matki Boskiej Łaskawej w Bafatá

## Biskupi diecezjalni
- Carlos Pedro Zilli (2001–2021)
- Víctor Luís Quematcha (od 2025)